# Горбатовка (Владимирская область)
Горбатовка — деревня в Кольчугинском районе Владимирской области России, входит в состав Раздольевского сельского поселения.

## География
Деревня расположена в 18 км на юго-восток от центра поселения посёлка Раздолье и в 24 км на юго-восток от райцентра города Кольчугино.

## История
По данным на 1860 год деревня принадлежит Надежде Николаевне Хомутовой.
В конце XIX — начале XX века деревня входила в состав Дубковской волости Покровского уезда, с 1925 года — в составе Кольчугинской волости Александровского уезда. В 1859 году в деревне числилось 12 дворов, в 1905 году — 19 дворов, в 1926 году — 17 дворов.
С 1929 года деревня входила в состав Барановского сельсовета Кольчугинского района, с 1940 года — в составе Ельцинского сельсовета, с 1983 года — в составе Павловского сельсовета, с 2005 года — в составе Раздольевского сельского поселения.

## Население
| 1859 | 1905 | 1926 | 2002 | 2010 | 2021 |
| ---- | ---- | ---- | ---- | ---- | ---- |
| 80   | ↗102 | ↘74  | ↘16  | ↘14  | ↘6   |